# کورنوول
کورنوول
شهر کورنوول (به انگلیسی: Kurnool) با جمعیت ۲۹۲٫۶۶۱ نفر در ایالت آندرا پرادش در کشور هند واقع شده‌است.